# ホメオドメインフォールド

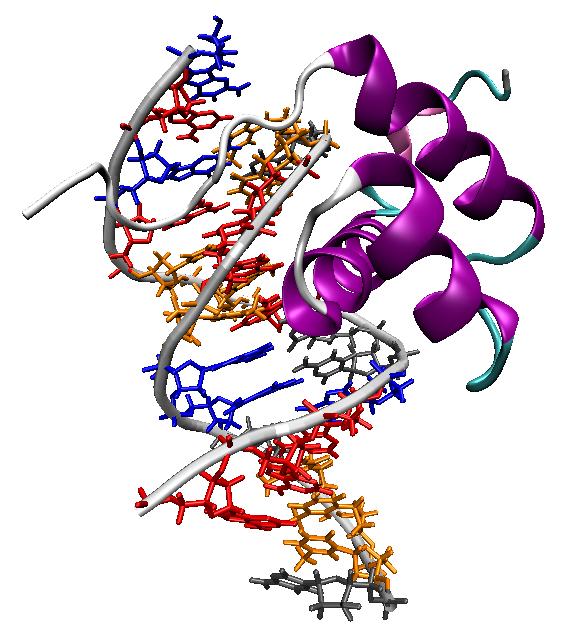
DNA分子と結合するキイロショウジョウバエのホメオドメインタンパク質

ホメオドメインフォールド（Homeodomain fold）はタンパク質ドメインの1つで、DNA、RNAに結合し、特に転写因子によく見られる。60アミノ酸残基のヘリックスターンヘリックスからなり、3つのαヘリックスが短いループ領域でつながれている。N末端側の2つのヘリックスは逆平行に並び、C末端側の長いヘリックスは軸に対してほぼ垂直に配置している。DNAと直接作用するのはこの3番目のヘリックスである。ホメオドメインフォールドは主に真核生物に存在するが、ラムダファージも高い相同性のタンパク質を持つ。真核生物では、ホメオドメインは個々の組織や器官を作る遺伝子を協調して発現させ、細胞分化を引き起こす。

## ホメオボックス遺伝子
ホメオボックス遺伝子は約180残基からなるDNAであるホメオボックスをもつ遺伝子の総称で、脊椎動物と無脊椎動物でホメオドメインタンパク質をコードする。ホメオボックスの存在はショウジョウバエで最初に見つかった。ホメオティック遺伝子群には必ずホメオボックス遺伝子が存在している。そのため、ホメオボックス遺伝子が変異を起こすと表現型が大きく変わる。
このような変異で最も有名なのはアンテナペディアで、触角の代わりに頭から足が生えた個体である。ホメオボックス遺伝子は胚発生でも重要な役割を果たす。

## 配列の特徴
ホメオドメインでは、C末端側の認識ヘリックスがDNAの主溝と、N末端側のテールが副溝と結合して、DNAと特異的、非特異的に結合する。認識ヘリックスとヘリックス間のループはアルギニンとリシン残基に富み、ヌクレオチドと水素結合を形成する。また認識ヘリックスの中央にある保存性の高い疎水残基がヘリックスのパッキングを助ける。ホメオドメインタンパク質はDNAの5'-ATTA-3'という配列と特に親和性が高く、全体の配列とは無関係な所でも結合が起こる。

## POUタンパク質
POU領域を含むタンパク質は、ホメオドメインと、構造的によく似ているが別のPOUドメインの含む。POUドメインは2つのヘリックスターンヘリックスからなり、やはりDNAに結合する。これら2つのドメインは可変ループでつながれ、標的DNAの両端とそれぞれのドメインが5'-ATGCAAAT-3'という保存配列で結合できるようにする。POUタンパク質の個々のドメインのDNAへの結合力は弱いが、配列特異性による親和力は強い。興味深いことに、POUドメイン自体の配列はラムダファージの抑制因子と構造的な類似性が見られる。